# Sadia
A Sadia S.A. (portugálul a sadia szó jelentése "egészséges") egy nagy brazil élelmiszer-termelő, amely 2009 óta a BRF S.A. leányvállalata. A világ vezető fagyasztott élelmiszerek gyártói közé tartozik, és Brazíliából a húsipari termékek fő exportőre. 
A Sadiát a brazíliai Santa Catarinában, Concórdiában alapították, és székhelye ott található. A Sadia volt elnökét, Luís Fernando Furlant Luiz Inácio Lula da Silva elnök nevezte ki ipari és külkereskedelmi miniszterré 2003-ban.
2008-ban a Sadiának mintegy 20 ipari üzeme volt, amelyek együttesen több mint 2,3 millió tonna ételt állítottak elő, beleértve a csirkét, pulykát, sertés- és marhahúst, tésztát, margarint, desszerteket és egyéb termékeket. A vállalat több mint 70 ezer közvetlen értékesítési pontra szállított Brazíliában, és több mint 100 országba exportált. 2008-ban a társaság hatalmas veszteségeket halmozott fel. 2009-ben a társaság egybeolvadt fő versenytársával, Perdigãóval, és megalakította a BRF - Brasil Foods céget (amely technikailag a Sadia átvételét a Perdigão részéről már BRF - Brasil Foods S.A.-ra váltotta).
2017 márciusában kiderült, hogy a BRF feldolgozott rothadt húst értékesített, ami élelmiszer-félelmet és világszerte visszahívásokat eredményezett.

## Története
1944 az indulás éve. A létrehozásnál a praktikum és a kényelem gondolával kívánta forradalmasítani a konyhát. Ma a Sadia mindennapos a brazíliai életben. Több mint 150 ezer brazíliai értékesítési helyen van jelen, és több mint 300 féle terméket kínál a sertéshústól a legfinomabb desszertekig. Miután meghódította a brazil fogyasztók asztalát, eljött az ideje, hogy megnyerje a világot. 2009-ben a Perdigãóval közösen megalapították a BRF - Brasil Foodsot, és ma már több mint 140 országban van jelen, köztük a Közel-Keleten, Európában, a Távol-Keleten, Latin-Amerikában és Afrikában. A Sadia elsők közt kezdte olyan fagyasztott ételeket értékesítését, mint a pizza vagy a lasagna.